# Torneo de Queen's Club 2009
El Torneo de Queen's Club de 2009 es un torneo de tenis del ATP Tour 2009 y la edición n.º 38 de este campeonato. El torneo tuvo lugar en el Queen's Club en Londres, Reino Unido, desde el 8 de junio hasta el 14 de junio, de 2009. El torneo es un torneo de la serie 250. 

## Campeones

### Individual
Andy Murray vs.  James Blake, 7–5, 6–4.

### Dobles
Wesley Moodie /  Mijaíl Yuzhny vs.  Marcelo Melo /  André Sá, 6–4, 4–6, 10–6.